# Heinrich Wilhelm Hölterhoff
Heinrich Wilhelm Hölterhoff (* 28. Dezember 1737 in Elberfeld (heute Stadtteil von Wuppertal); † 7. Oktober 1809 ebenda) war Bürgermeister in Elberfeld.
Hölterhoff wurde 1737 als Sohn des Johann Peter Hölterhoff (1703–1772) und der Anna Maria Hasenkamp (1703–1769) geboren und am 5. Januar 1738 in Elberfeld getauft. Er wurde Kaufmann und heiratete 1770 Anna Gertrud von der Scheuren (1739–1810), mit der er einen Sohn hatte. Hölterhoff war von 1789 bis 1791 Ratsverwandter. In den Jahren 1790 und 1791 wurde er bereits zum Bürgermeister vorgeschlagen, allerdings nicht gewählt. Erst 1796, als er das dritte Mal antrat, wurde er zum Bürgermeister von Elberfeld gewählt. Nach seiner Amtszeit trat er das Amt des Stadtrichters an. Danach war er von 1798 bis 1801, außerdem 1803 bis 1804, erneut Ratsverwandter in Elberfeld.